# Plagiochila himalayana
Plagiochila himalayana là một loài rêu trong họ Plagiochilaceae. Loài này được Schiffner mô tả khoa học đầu tiên năm 1899.
Danh pháp khoa học của loài này chưa được làm sáng tỏ. 